# بيرم كيال
بيرم كيال (بالعبري: בירם כיאל)، لاعب كرة قدم من عرب 48، ولد بقرية الجديدّة العربية في إسرائيل في 2 أيار 1988، لاعب كرة قدم خط وسط خلفي يلعب حاليًا في نادي برايتون أند هوف ألبيون ضمن دوري البطولة الإنجليزية أو تشامبيون شيبالإنجليزي.
انضم كيال إلى نادي مكابي حيفا عام 2002 وكانت بدايته المهنية الكروية في عام 2006 عندما كان يبلغ 18 سنة فقط. شارك في 124 مباراة وأحرز 8 أهداف قبل انتقاله إلى نادي سلتيك الإسكتلندي عام 2010. وقد حصل على الأشادة من عدة محللي كرة قدم اسكتلنديين واختير كلاعب الشهر في الدوري الإسكتلندي الممتاز في كانون الثاني 2011.

## مسيرته الكروية

### مكابي حيفا
ابتدأ بيرم كيال مسيرته الكروية كمهاجم في فرق الشبيبة في نادي مكابي حيفا، وأحرز العديد من الأهداف قبل أن يتم نقله للعب كلاعب خط وسط خلفي. لعب كيال في فريق شبيبة مكابي حيفا من عام 2006 وكان يعتبر من أبرز وأفضل اللاعبين آنذاك، وفي نهاية دوري الشبيبة 2006/2007 حاز اللاعب بجائزة أفضل لاعب في النادي، وفي نفس العام لعب كيال مع فريق شبيبة مكابي حيفا في مباريات «فيارجو» في إيطاليا وكان كيال من أبرز اللاعبين في المسابقة وبالخصوص احرازه هدفين في شباك نادي شبيبة فيورنتينا الإيطالي في فوز فريقه، وهذا الإنجاز لم يغب عن اعين الصحافة الإيطالية التي وصفته «باللعب المميز» وبالخصوص كونه لاعب عربي مسلم يلعب في صفوف نادي إسرائيلي.
مع بدايه عام 2007/2008 ومع ضم المدرب «اليشع ليفي» إلى تدريب النادي بدلا من المدرب «روني ليفي» حاز كيال بثقه المدرب الذي اصعده من فريق الشباب وضمه إلى نادي الكبار إلى جانب نجوم مكابي حيفا، الشيء الذي لم يكن ليكترث به كيال وسرعان ما حضي بمكانته بين الحادي عشر الأساسي.

### سلتيك

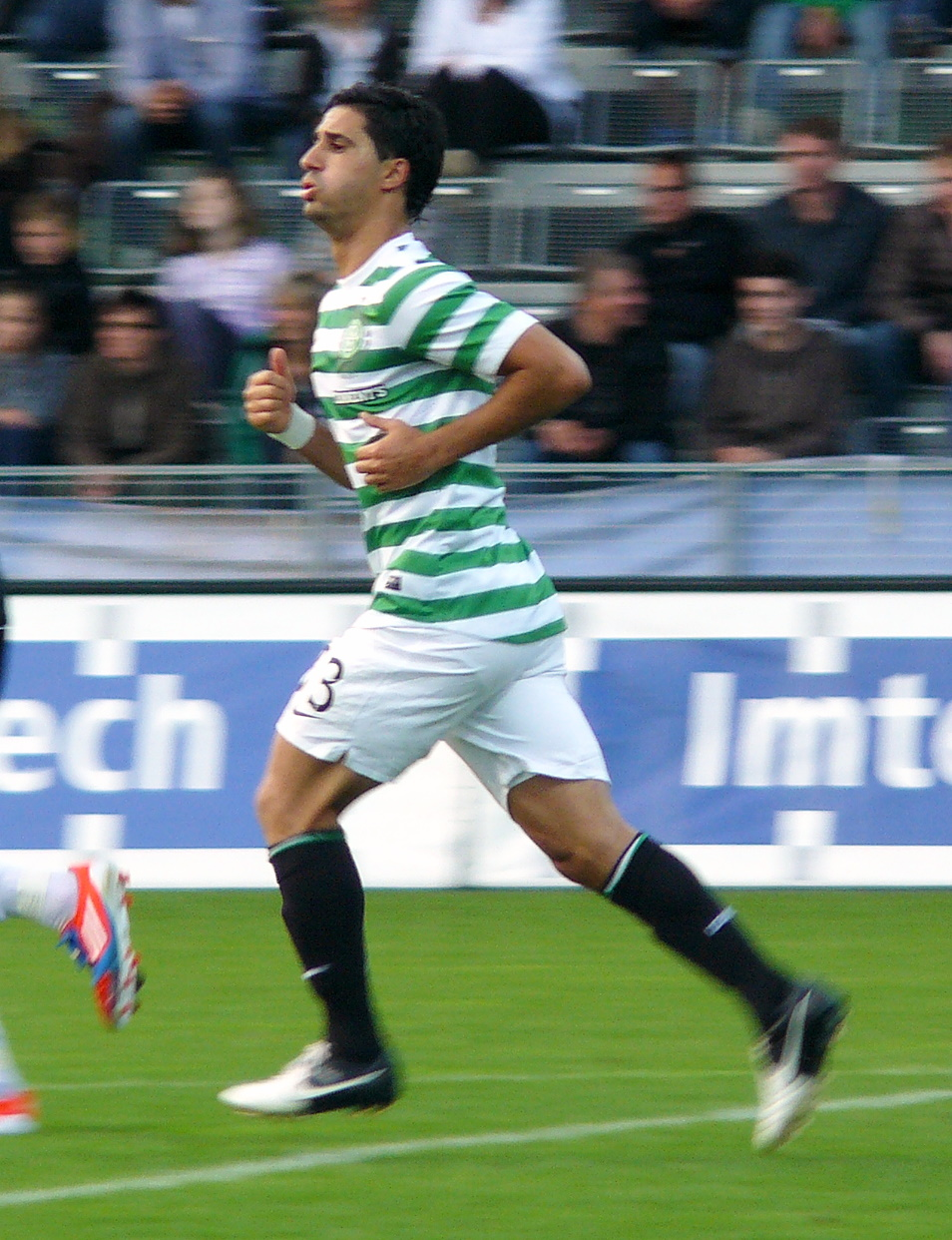
كيال في صفوف نادي سلتيك، 2012

في التاسع والعشرين من شهر تموز عام 2010، وقّع بيرم كيال لعقد لأربع سنوات في نادي سلتيك في الدوري الإسكتلندي الممتاز، وحاز على الرقم 33.
لعب بيرم كيال اولى مبارياته مع سيلتيك ضد نادي أوترخت الهولندي في 19 آب 2010، وأظهر قدراته الكاملة في أفضل بداية ممكنة، وصنع الهدف الأول في اللعبة عندما مرر الكرة لإفراين خواريز مما أدى إلى فوزه في جائزة رجل المباراة. في أيلول 2010 تعرّض لإصابة فتق مما اضطره للمثول لعملية جراحية والتغيب ثلاثة أشهر عن اللعب. عاد إلى الملاعب عند دخوله كبديل في 26 كانون الأول فب لعبة فريقه ضد نادي سانت جونستون، وعاد إلى التشكيلة الأساسية في فوز فريقه 0-2 على نادي رينجرز في ملعب ايبروكس في الثاني من كانون الثاني 2011.
بسبب أدائه المتمتير هذا حاز على جائزة لاعب الشهر في الدوري الإسكتلندي الممتاز لشهر كانون الثاني، وتلقى المدح من مدرب سيلتيك نيل لينون. لعب عزمه وتوجهه التنافسي دورًا رئيسيًا في نجاحات فريقه في أول سنة له في الدوري الإسكتلندي الممتاز. في التاسع من نيسان 2011، قاد كيّال فريق سلتيك ككابتن للمرة الأولى للفوز 0-1 على نادي سانت ميرن. وفي الثاني عشر من نيسان 2012، سجل بيرم كيال هدفه الأول في الدوري الإسكتلندي الممتاز في فوز سلتيم 0-1 على نادي سانت جونستون.

## المنتخب
لعب كيال لعب في منتخبات إسرائيل من فريق الصغار حتى منتخب الشبيبة تحت المدرب «جاي ليفي»،
وفي تاريخ 6/9/2008 لبس اللاعب لأول مرة لباس منتخب إسرائيل ضد منتخب سويسرا في تصفيات كاس العالم 2010.

## إحصائيات مسيرته الكروية
| النادي                | الموسم                | الدوري | الدوري | الكأس  | الكأس | كأس الدوري | كأس الدوري | أوروبا | أوروبا | المجموع | المجموع |
| النادي                | الموسم                | الظهور | أهداف  | الظهور | أهداف | الظهور     | أهداف      | الظهور | أهداف  | الظهور  | أهداف   |
| --------------------- | --------------------- | ------ | ------ | ------ | ----- | ---------- | ---------- | ------ | ------ | ------- | ------- |
| مكابي حيفا            | 2005-06               | 2      | 0      | -      | -     | -          | -          | -      | -      | 2       | 0       |
| مكابي حيفا            | 2006-07               | 4      | 0      | 2      | 0     | -          | -          | -      | -      | 6       | 0       |
| مكابي حيفا            | 2007-08               | 29     | 1      | 3      | 0     | 2          | 0          | 2      | 0      | 36      | 1       |
| مكابي حيفا            | 2008-09               | 30     | 4      | 4      | 1     | 5          | 1          | 0      | 0      | 39      | 6       |
| مكابي حيفا            | 2009-10               | 27     | 1      | 4      | 0     | 1          | 0          | 10     | 0      | 42      | 1       |
| مكابي حيفا            | المجموع               | 92     | 6      | 13     | 1     | 8          | 1          | 12     | 0      | 125     | 8       |
| سلتيك                 | 2010-11               | 21     | 2      | 5      | 0     | 2          | 0          | 2      | 0      | 30      | 2       |
| سلتيك                 | 2011-12               | 19     | 0      | 0      | 0     | 2          | 0          | 7      | 0      | 28      | 0       |
| سلتيك                 | 2012-13               | 27     | 0      | 5      | 0     | 1          | 0          | 8      | 0      | 41      | 0       |
| سلتيك                 | 2013-14               | 13     | 0      | 0      | 0     | 0          | 0          | 7      | 1      | 20      | 1       |
| سلتيك                 | 2014-15               | 5      | 0      | 0      | 0     | 0          | 0          | 6      | 0      | 11      | 0       |
| سلتيك                 | المجموع               | 85     | 2      | 10     | 0     | 5          | 0          | 30     | 1      | 130     | 3       |
| مجموع المسيرة الكروية | مجموع المسيرة الكروية | 177    | 8      | 23     | 1     | 13         | 1          | 42     | 1      | 255     | 11      |

## روابط خارجية
- بيرم كيال على موقع الاتحاد الدولي (مؤرشف)  (الإنجليزية)
- بيرم كيال على موقع الاتحاد الأوربي (الإنجليزية)
- بيرم كيال على موقع إي إس بي إن إف سي (الإنجليزية)
- بيرم كيال على موقع قاعدة بيانات كرة القدم.إي يو (الإنجليزية)
- بيرم كيال على موقع ليكيب (الفرنسية)
- بيرم كيال على موقع ناشيونال فوتبول تيمز (الإنجليزية)
- بيرم كيال على موقع Soccerbase.com (لاعب) (الإنجليزية)
- بيرم كيال على موقع Soccerway.com (الإنجليزية)
- بيرم كيال على موقع عالم كرة القدم.نت (الإنجليزية)
- بيرم كيال على موقع AS.com (الإسبانية)